# Янгильдин, Фуад Рустамович
Фуад Рустамович Янгильдин (род. 6 января 1986, Баку) — азербайджанский гандболист и тренер.

## Биография
Родился 6 января 1986 года в городе Баку в татарской семье. Отец Янгильдин Рустам Алирзаевич (04.01.1947), Мама Янгильдина(Рамазанова) Эльмира Нурмамедовна(30.06.1950-16.12.2018).
C 10 лет начал заниматься гандболом. Первые тренеры — Танкацкий Георгий и Танкацкая Ольга. 
В 2002 году окончил среднею школу номер 14 города Баку. В 2006 году окончил факультет международных экономических отношений Азербайджанского государственного экономического университета. В 2008 году окончил магистратуру данного факультета.
В 2019 году окончил Азербайджанскую государственную академию физической культуры и спорта.
В 17 лет был приглашён в молодежную сборную Азербайджана. 
В 2004 году с командой U-18 стал обладателем кубка Азербайджана среди мужчин. 
С 2017 года начал работать тренером. Является обладателем тренерской лицензии Master coach и Master coach Pro.
В феврале 2022 года, окончив курсы в Москве, получил международную лицензию «Master Coach и Master Coach Pro».
В сезоне 2023/24 являлся главным тренером женской команды «Кюр». С сезона 2023/24 является тренером и директором данной команды.
Мастер спорта Азербайджана по гандболу 2016 

## Тренерские достижения
| № | Годы      | Клуб                 | Страна            | Название                                    | Награды |
| - | --------- | -------------------- | ----------------- | ------------------------------------------- | ------- |
| 1 | 2017      | Nur                  | Флаг Азербайджана | Чемпионат Азербайджана по пляжному гандболу | 1       |
| 2 | 2017/2018 | Nur                  | Флаг Азербайджана | Чемпионат Азербайджана                      | 3       |
| 3 | 2017/2018 | Nur                  | Флаг Азербайджана | Кубок Азербайджана                          | 1       |
| 4 | 2020/2021 | Азерйол              | Флаг Азербайджана | Чемпионат Азербайджана                      | 1       |
| 5 | 2021/2022 | Азерйол              | Флаг Азербайджана | Чемпионат Азербайджана                      | 1       |
| 6 | 2022      | Сборная Азербайджана | Флаг Турции       | V Игры исламской солидарности               | 2       |
| 7 | 2023/2024 | Kur                  | Флаг Азербайджана | Чемпионат Азербайджана                      | 2       |
| 8 | 2023/2024 | Kur                  | Флаг Азербайджана | Чемпионат Азербайджана                      | 1       |

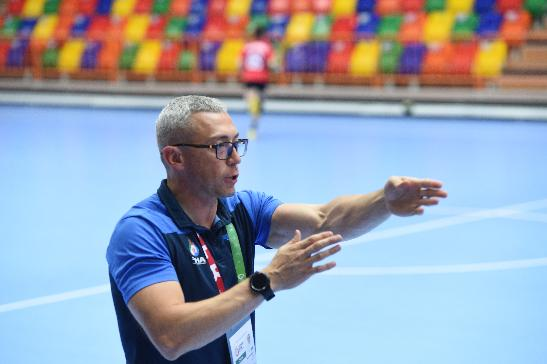
V Играх исламской солидарности 2021
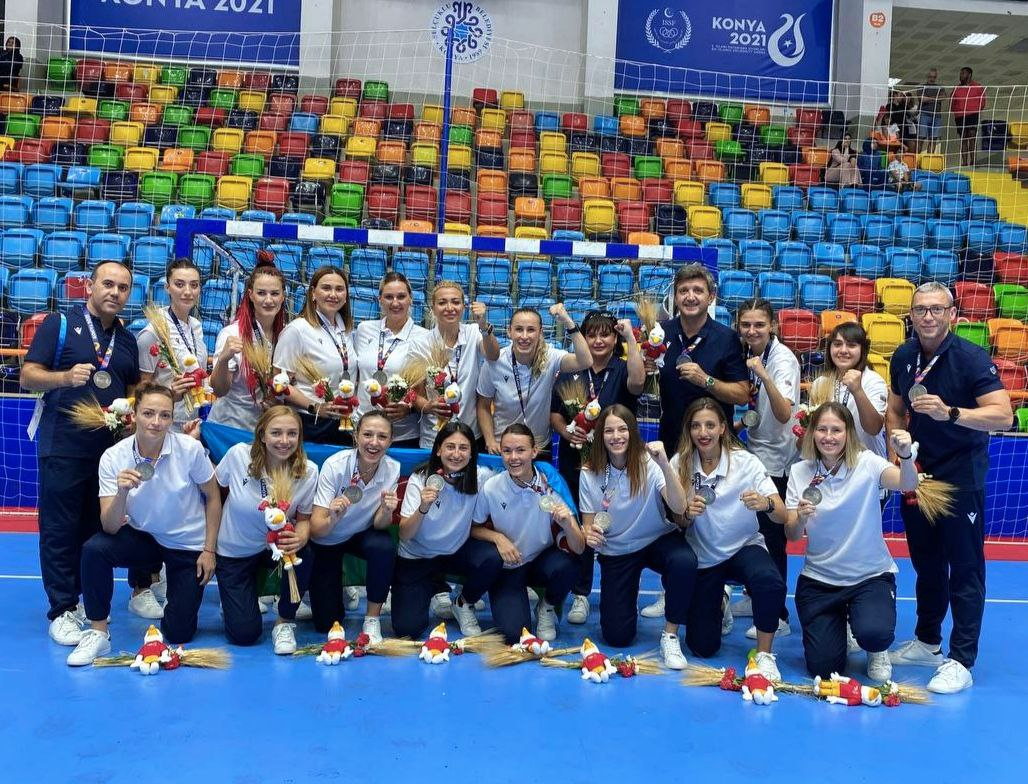
Сборная Азербайджана на Играх исламской солидарности 2021
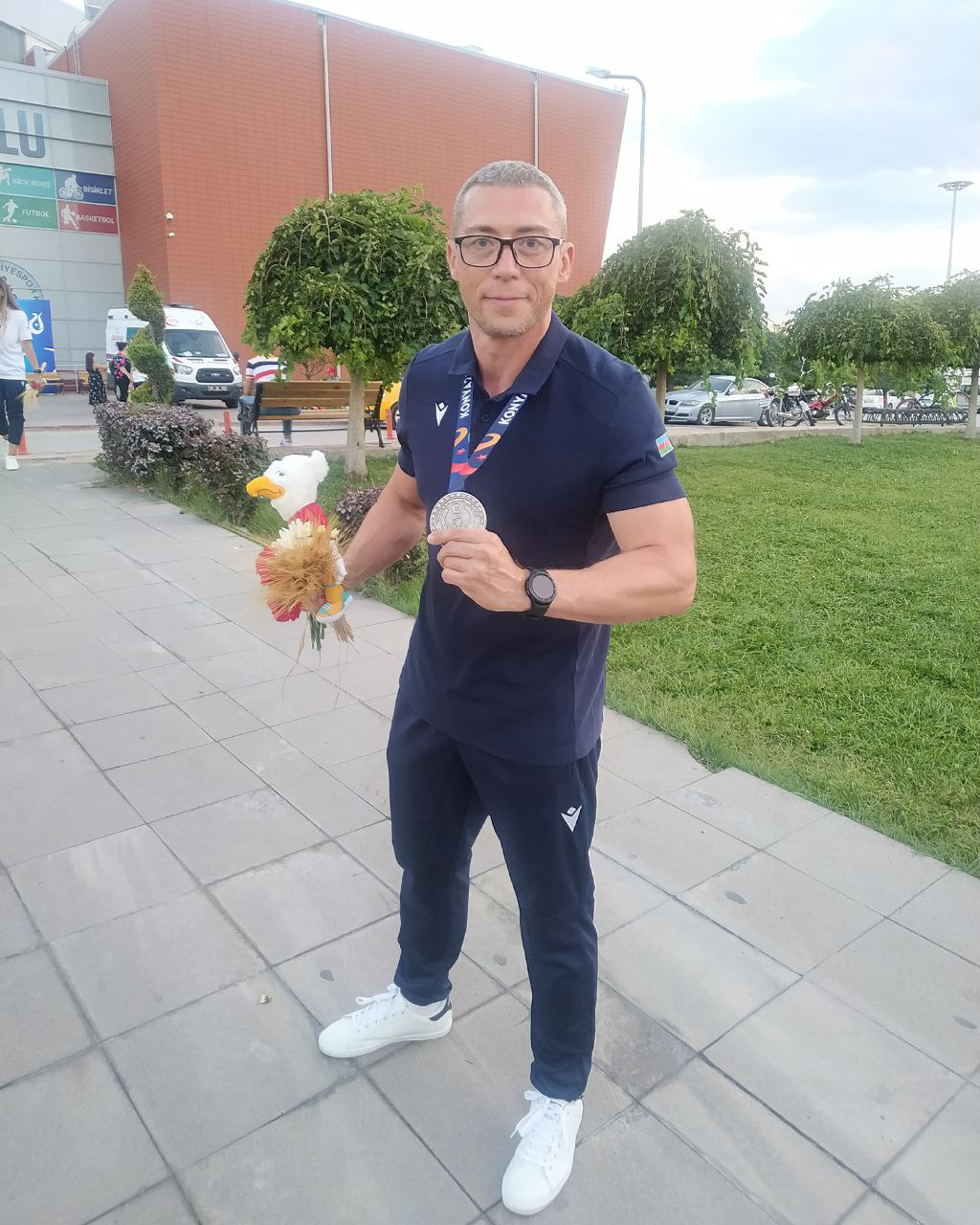
на Играх исламской солидарности 2021
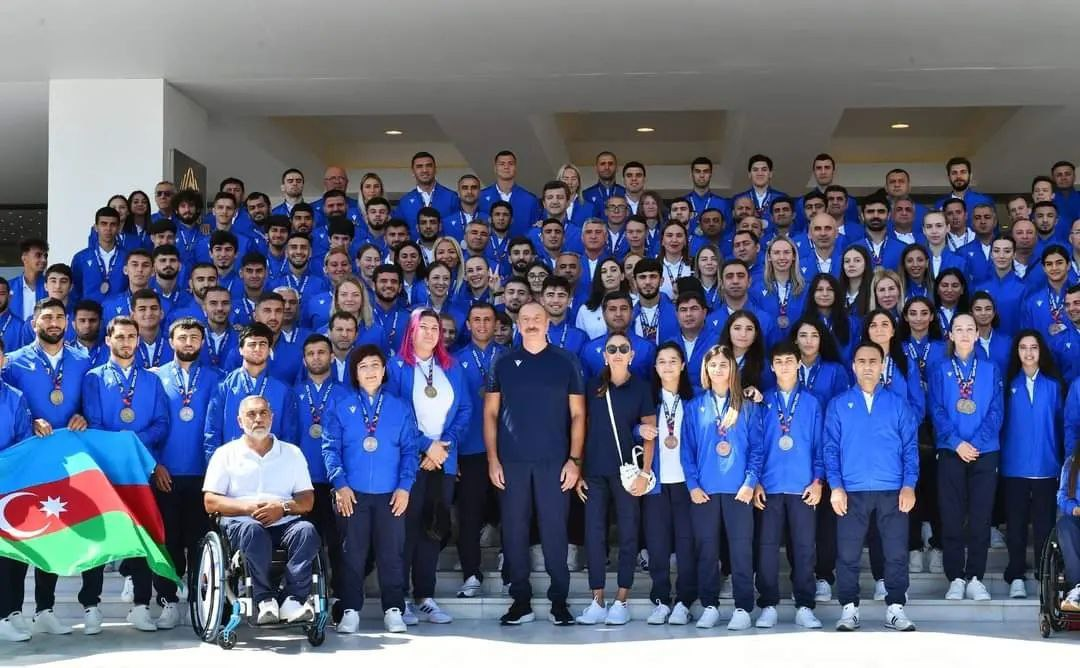
Встреча после Игр исламской солидарности 2021 с президентом Азербайджанской Республики Ильхам Гейдар оглы Алиевым